# Mycale macrochela
Mycale macrochela är en svampdjursart som beskrevs av Burton 1932. Mycale macrochela ingår i släktet Mycale och familjen Mycalidae. Inga underarter finns listade i Catalogue of Life.